# 조경숙 (배우)
조경숙(1962년 2월 28일 ~ )은 대한민국의 배우이다.

## 학력
- 동국대학교 연극영화과 졸업

## 출연작

### 영화
- 2004년 영화 《How Are You?》 ... 막내
- 2007년 영화 《뷰티풀 선데이》 ... 고시촌 아줌마 역
- 2007년 영화 《브라보 마이 라이프》 ... 경순 역
- 2007년 영화 《스카우트》 ... 계원 1 역
- 2009년 영화 《마더》 ... 미나 엄마 역
- 2009년 영화 《말보로 전쟁》 ... 옆집 주인 역
- 2009년 영화 《백야행 - 하얀 어둠 속을 걷다》 ... 양미숙 역
- 2010년 영화 《반가운 살인자》 ... 구멍가게 주인 역
- 2010년 영화 《페스티발》 ... 광록妻 역
- 2011년 영화 《글러브》 ... 명재의 엄마 역
- 2011년 영화 《세상에서 가장 아름다운 이별》 ... 인희 친구 역
- 2012년 영화 《모피를 입은 비너스》 ... 이 대표 역
- 2014년 영화 《해무》 ... 율녀 역
- 2014년 영화 《내 연애의 기억》 ... 은진의 엄마 역
- 2017년 영화 《사월의 끝》 ... 주희의 엄마 역
- 2017년 영화 《초행》 ... 지영 어머니 역
- 2020년 영화 《겨울밤에》 ... 식당주인 역
- 2020년 영화 《콜》 ... 중년 선희 역
- 2021년 영화 《언프레임드 - 반디》 ... 경숙 역

### 드라마
- 2012년 KBS1 대하드라마 《대왕의 꿈》 ... 천명공주 역
- 2016년 KBS2 수목 미니시리즈 《공항 가는 길》 ... 홍경자 역
- 2017년 SBS 월화 미니시리즈 《귓속말》 ... 청룡전자 회장 역 (특별출연)
- 2017년 JTBC 월화 미니시리즈 《그냥 사랑하는 사이》
- 2017년 tvN 금토 미니시리즈 《시카고 타자기》 ... 홍소희 역
- 2017년 MBC 일일 특별기획 드라마 《별별 며느리》 ... 신영애 역
- 2017년 MBC 수목 미니시리즈 《죽어야 사는 남자》 ... 나옥자 역
- 2018년 tvN 수목 미니시리즈 《마더》 ... 아동보호소 소장 역 (특별출연)
- 2018년 tvN 월화 미니시리즈 《시를 잊은 그대에게》 ... 보영의 어머니 역
- 2018년 KBS2 아침 일일연속극 《차달래 부인의 사랑》 ... 서인숙 역
- 2019년 MBN 수목 미니시리즈 《우아한 가》 ... 임순 역
- 2019년 KBS2 저녁 일일연속극 《우아한 모녀》 ... 조윤경 역
- 2020년 tvN 수목 미니시리즈 《악의 꽃》 ... 영옥 역
- 2020년 KBS2 수목 미니시리즈 《영혼수선공》 ... 조인혜 역
- 2020년 tvN 월화 미니시리즈 《낮과 밤》 ... 혜원의 어머니 역
- 2022년 tvN 금토 미니시리즈 《블라인드》 ... 나국희 역